# 谢罗夫 (城市)
59°36′N 60°34′E / 59.600°N 60.567°E
謝羅夫（俄语：Серо́в）是俄羅斯斯維爾德洛夫斯克州北部的一個城市。2002年人口99,804人。
1893年建城，時稱。1926年建市。1934年改名為。1939年改以一位西班牙內戰空军英雄战斗机飞行员安纳托利·谢罗夫的名字命名。以鋼鐵工業為經濟命脈。